# Dana Valery
Dana Valery Catalano (tên khai sinh là Fausta Dana Galli; sinh vào năm 1944 tại Codogno) là một ca sĩ, diễn viên, và nghệ sĩ truyền hình được sinh ra ở Nam Phi, bắt đầu sự nghiệp của mình trong ngành giải trí ở tuổi 16 ở Johannesburg, Nam Phi, nơi gia đình cô di cư từ Ý vào năm 1947.
 Dana Valery Catalano sinh ra tại Codogno đã từng tham gia vào các chương trình trên truyền hình, radio và trong các buổi biểu diễn trực tiếp trên toàn thế giới, bao gồm các tour diễn ở các thành phố lớn như New York, London, Monte Carlo, Las Vegas, Atlantic City và Johannesburg. Cô là em gái của ca sĩ và diễn viên có tên là Sergio Franchi.

## Sự nghiệp
Valery đóng vai chính trong ba tác phẩm nhạc kịch Nam Phi có tên là Wait A Minim !: Bản gốc sản xuất năm 1962 tại Nam Phi; Sản xuất năm 1964 ở London; và buổi biểu diễn Broadway diễn ra với 456 buổi biểu diễn tại Nhà hát John Golden từ ngày 7 tháng 3 năm 1966 - ngày 15 tháng 4 năm 1967. Dana Valery Catalano đã thu âm Album đầu tiên của cả ba sản phẩm.

## Truyền hình
Năm 1965, cô xuất hiện trên bộ phim truyền hình Anh có tên là Ladybirds trên kênh ITV ở miền Nam nước Anh. Cô cũng xuất hiện trên một số chương trình truyền hình khác nhau ở Hoa Kỳ trong những năm 1960 và 1970. 

## Đời tư
Cô kết hôn với Peter Catalano, người đã từng làm việc với tư cách một nhạc sĩ, được đào tạo tại Nhạc viện Brooklyn và là một kiến trúc sư.
Cặp đôi này đã thành lập một công ty nhằm cống hiến những nỗ lực của mình để xây dựng sức khỏe tốt và các mối quan hệ có ý nghĩa. Họ đã tổ chức một chương trình talk show tại đài phát thanh New York, có tên là Natural Harmony.